# 関の沢橋梁

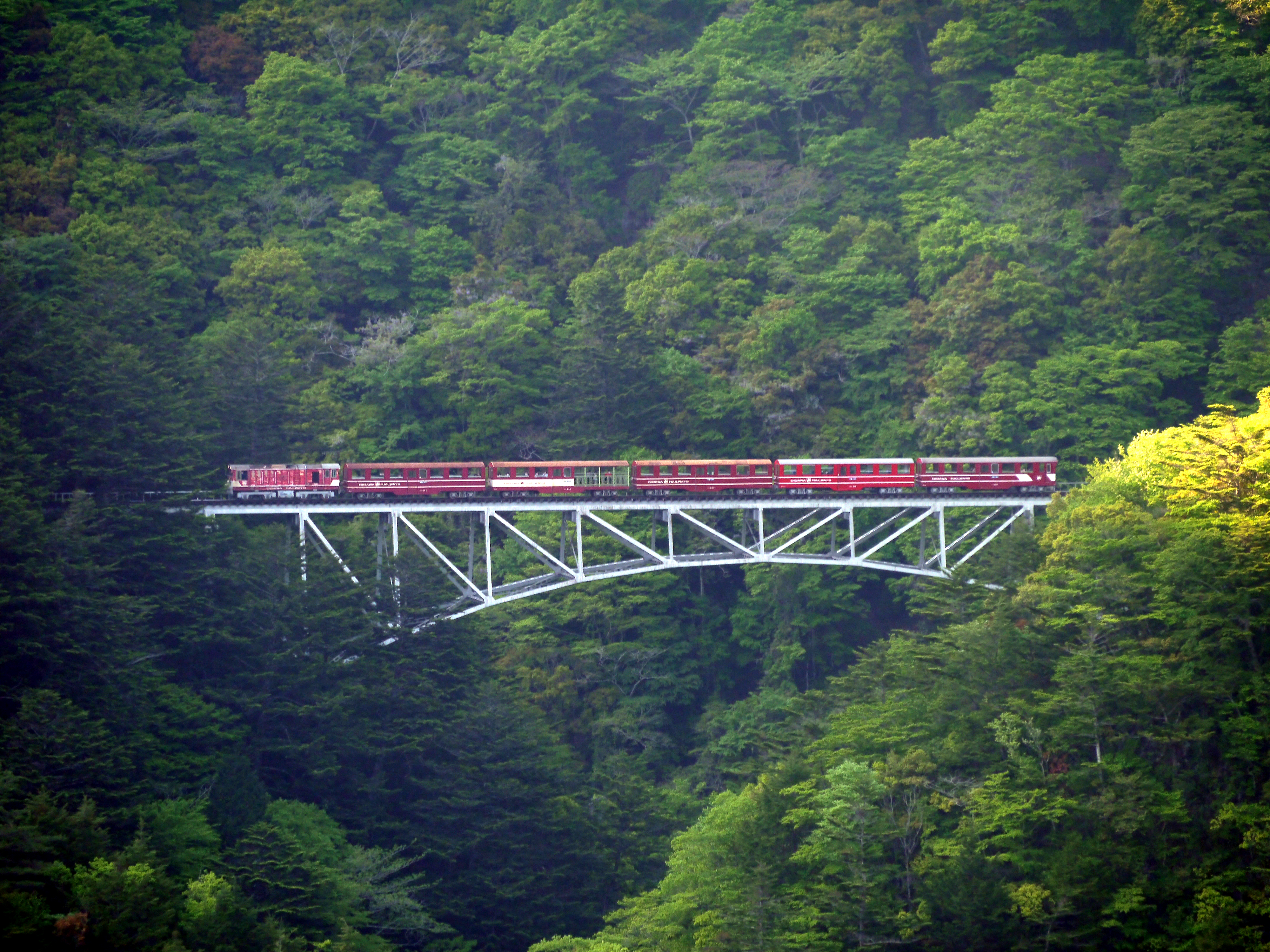
関の沢橋梁（対岸からの遠景）

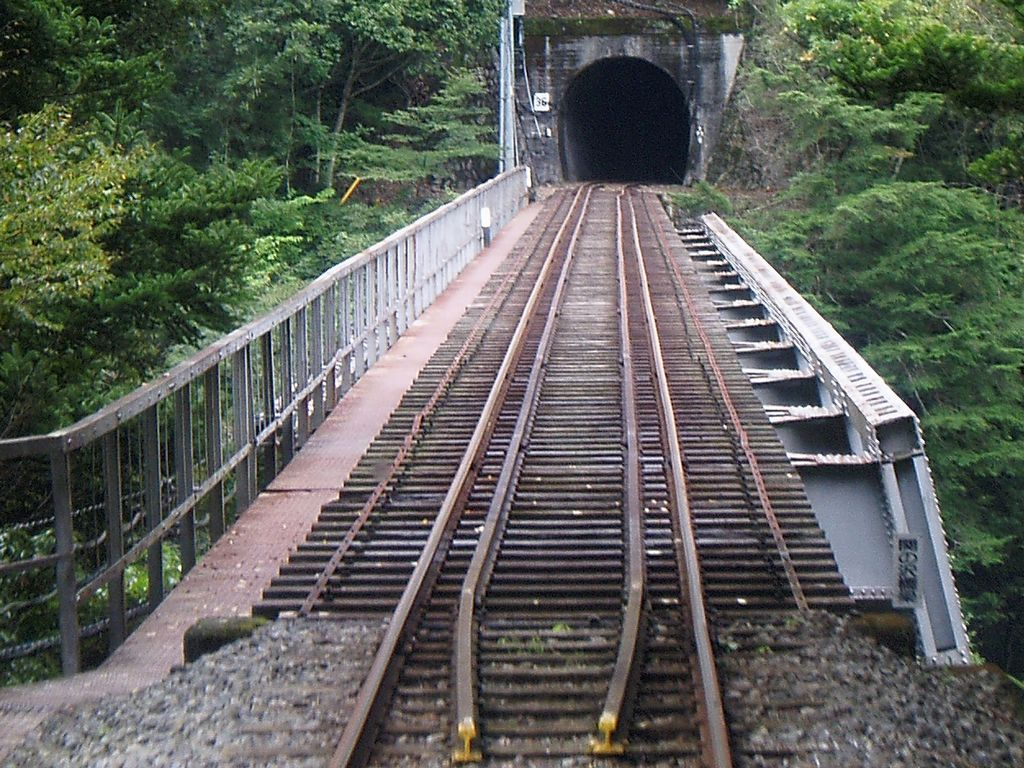
関の沢橋梁（車内より）

関の沢橋梁（せきのさわきょうりょう）は、大井川鐵道井川線の尾盛駅 - 閑蔵駅間にあり、大井川水系の関ノ沢川にかかる鉄道橋である。静岡県榛原郡川根本町と同県静岡市葵区を結んでいる。

## 橋の概要
1954年（昭和29年）4月1日に中部電力専用鉄道の運行と同時に供用開始した。

### 特徴
本橋は中央径間に鋼製アーチ橋を据え、側径間については千頭側が単純上路プレートガーダー橋2連、井川側が単純上路プレートガーダー橋1連、としており、橋長は114.0mとなっている。
川底からの高さは70.8mである。高千穂鉄道高千穂線の高千穂橋梁に次いで高い鉄道橋であったが、同線が廃止されたため、本橋梁が日本一高い鉄道橋となった。観光客へのサービスとして、一部の旅客列車は橋上で観光停車を行なう。

### 諸元
- 種別 - 鋼鉄道橋
- 形式 - 上路スパンドレル・ブレーストアーチ橋（2ヒンジアーチ）
- 橋長 - 114.0m
- 支間 - 84.0m（前後のプレートガーター橋部分は10.0m）
- 線数 - 単線
- 活荷重 - KS9相当
- 施主 - 中部電力
- 橋梁設計 -
- 橋桁製作 - 石川島重工業

## 付記
- 接岨峡の対岸の林道沿いには、本橋が遠望できる展望台がある。
- 宮脇俊三の墓碑には、本橋の絵が刻まれているという[1]。
- 橋梁の千頭駅側に水力発電所の送水管に繋がる側線の分岐点があり、貨物列車で資材を運搬する際に使用される。